# Pârâul lui Pulpe
Pârâul lui Pulpe este un afluent al râului Siret. 